# Rysslands flotta
Rysslands flotta (ryska: Военно-морской флот Российской Федерации (ВМФ России), tr. Vojenno-morskoj flot Rossijskoj Federatsii (VMF Rossii)) är den marina försvarsgrenen i Rysslands militär.

## Historia
Den nuvarande ryska flottan bildades i januari 1992 efter kalla krigets slut och efterföljde Sovjetunionens flotta. Dess historia sträcker sig tillbaka till tidigt 1700-tal, då den bildades av tsar Peter den store i samband med att Ryssland fick tillgång till hamnar vid Östersjön. Efter Sovjets upplösning delades dess fartyg, ubåtar och baser upp mellan alla nya stater som hade tillgång till hav. Största arvtagarna blev Ryssland och Ukraina varav Ryssland blev den största.
Under de första åren efter Sovjetunionens fall minskade flottans budget kraftigt. Detta gjorde att en mängd fartyg fick tas ur bruk i förtid. Som exempel så hade Ryssland 170 atomdrivna ubåtar 1991, denna siffra hade minskat till 50 i början av 2000-talet. En "bieffekt" av denna nedrustning och dåliga ekonomi är att en stor mängd atomdrivna fartyg och ubåtar bara har lämnats vid sin kaj och riskerar att orsaka miljökatastrofer. Detta eftersom flertalet fortfarande bär på sitt kärnbränsle. De senaste åren har läget förbättras något då flera västerländska länder har ställt upp med pengar och personal för omhändertagning och skrotning av en stor mängd farkoster.
I och med Rysslands ekonomiska uppgång har flottan börjat tillföras nya fartyg och ubåtar och många av de äldre Sovjet klasserna har börjat ersättas. Efter Rysslands invasion av Krim halvön 2014 som ledde till sanktioner från väst världen har dock den inhemska produktionen negativt påverkats. 

## Uppdrag
- Försvara den Ryska federationens suveränitet
- Förhindra användandet av militär medel mot den Ryska federationen
- Säkerställa rysk ekonomisk verksamhet på världshaven
- Delta i fredsbevarande insatser

Svenska försvarsanalytiker anser att den Ryska flottan har svårt att genomföra detta uppdrag tillfullo på grund av begränsningar i antalet fartyg samt tidigare brister i underhåll och reparationer.

## Organisation
| Komponent           | Huvuduppgift | Prioritet        |
| ------------------- | --- | ---------------- |
| Norra flottan       | Ubåtsbaserade strategiska kärnvapeninsatser Skydd av Rysslands arktiska intressen                                           | Prioriterad      |
| Stillahavsflottan   | Ubåtsbaserade strategiska kärnvapeninsatser Skydd av den marina infrastrukturen i Vladivostok och Petropavlovsk-Kamtjatskij | Prioriterad      |
| Svartahavsflottan   | Skydd och försvar av territoriet                                                                                            | Icke-prioriterad |
| Östersjöflottan     | Skydd och försvar av territoriet                                                                                            | Icke-prioriterad |
| Kaspiska flottiljen | Skydd och försvar av territoriet                                                                                            | Icke-prioriterad |
| Källa:              | [ 1 ] |                  |

## Struktur
- Ryska flottans huvudstab, Amiralitetsbyggnaden, Sankt Petersburg
- Övervattensstridskrafter
- Undervattensstridskrafter
- Rysslands marinflyg
- Ryska flottans kuststridskrafter

Källa:

## Utbildningsanstalter
Förberedande officersutbildning
- Kronstadts sjökadettkår, Kronstadt; mellanstadium, högstadium, gymnasium.
- Sankt Petersburgs Nachimovskola, Sankt Petersburg; mellanstadium, högstadium, gymnasium (den marina motsvarigheten till Suvorovskolorna).

Officershögskolor

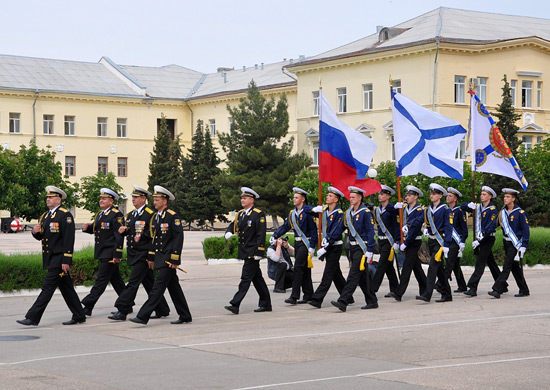
Fanvakt vid Svarta Havets sjömilitära institut.

- Sankt Petersburgs sjömilitära kår "Peter den Store" - Sankt Petersburgs sjömilitära institut, Sankt Petersburg; utbildar sjöofficerare i allmän tjänst och ubåtsofficerare.
- Baltiska sjömilitära institutet "Amiral Fjodor Usjakov", Kaliningrad; utbildar sjöofficerare i allmän tjänst, signalofficerare och underrättelseofficerare.
- Stilla Havets sjömilitära institut "Amiral Stepan Makarov, Vladivostok; utbildar sjöofficerare i allmän tjänst.
- Svarta Havets sjömilitära institut "Amiral Pavel Nachimov", Sevastopol; utbildar sjöofficerare i allmän tjänst.
- A.S. Popovs marina radioelektroniska institut, Peterhof; utbildar tekniska officerare i elektronik och datateknologi.
- Mariningenjörsinstitutet, Pusjkin; utbildar mariningenjörer.

Högre utbildning
- Marinakademien "Flottamiral N.G. Kuznetsov", Sankt Petersburg
  - Högre officerskursen utbildar fartygschefer och stabsofficerare.
  - Generalstabskursen, utbildar chefer för högre befattningar.

## Fartygsklasser
- Hangarfartyg
  - Admiral Kuznetsov-klass (1)
- Kryssare
  - Orlan-klass (1)
  - Atlant-klass (3)
- Jagare
  - Sarytj-klass (3)
  - Fregat-klass (7)
- Fregatter
  - Burevestnik-klass (3)
  - Gepard-klass (2)
  - Jastreb-klass (1)
  - Admiral Gorshkov-klass (2)
  - Admiral Grigorovich-klass (3)
- Ubåtar
  - Akula-klass (1)
  - Kalmar-klass (2)
  - Delfin-klass (5)
  - Borej-klass (5)
  - Antej-klass (6)
  - Jasen-klass (3)
  - Sjtjuka-klass (4)
  - Sjtjuka B-klass (9)
  - Barrakuda-klass (3)
  - Paltus-klass (21)
  - Lada-klass (1)

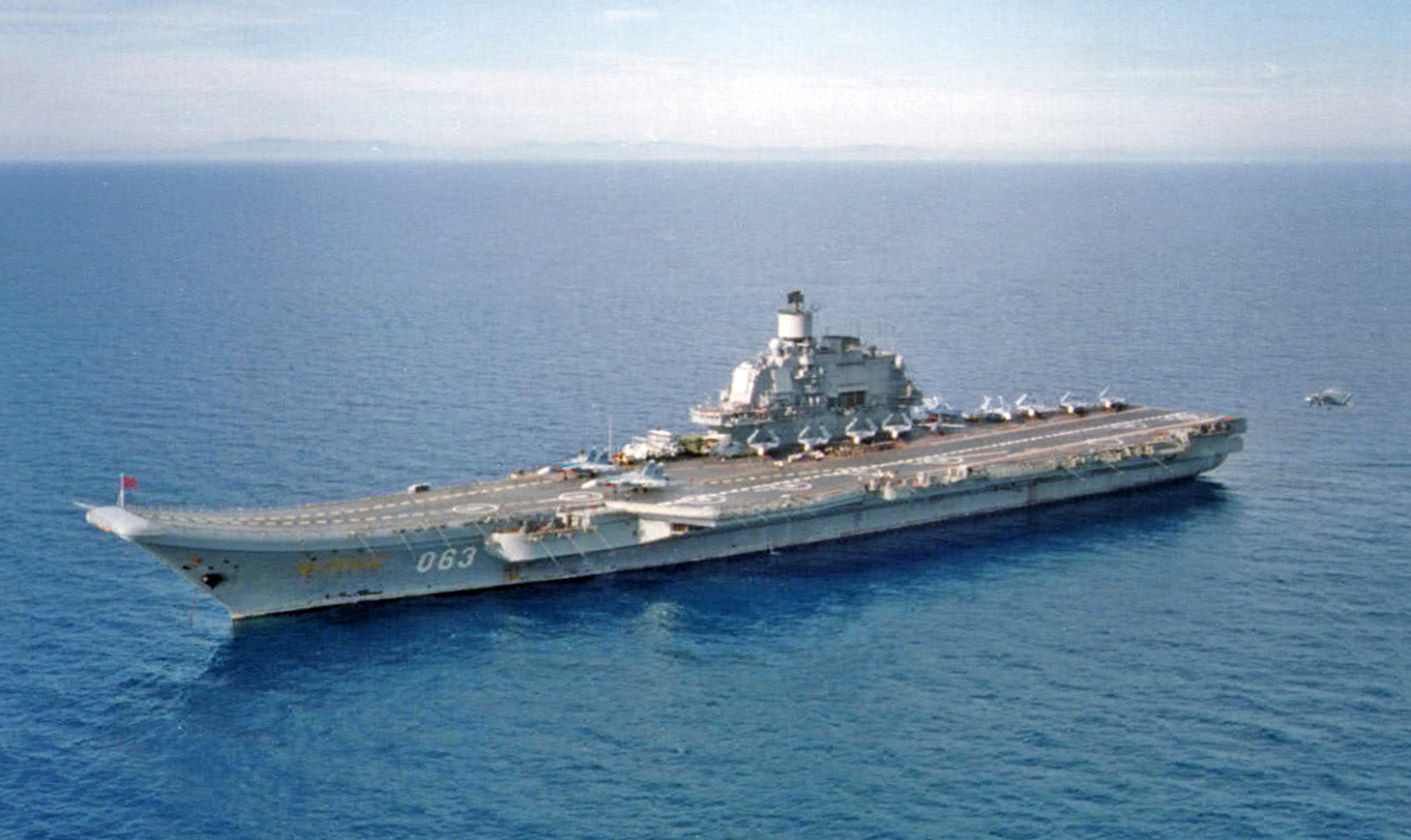
Hangarfartyget Admiral Kuznetsov.

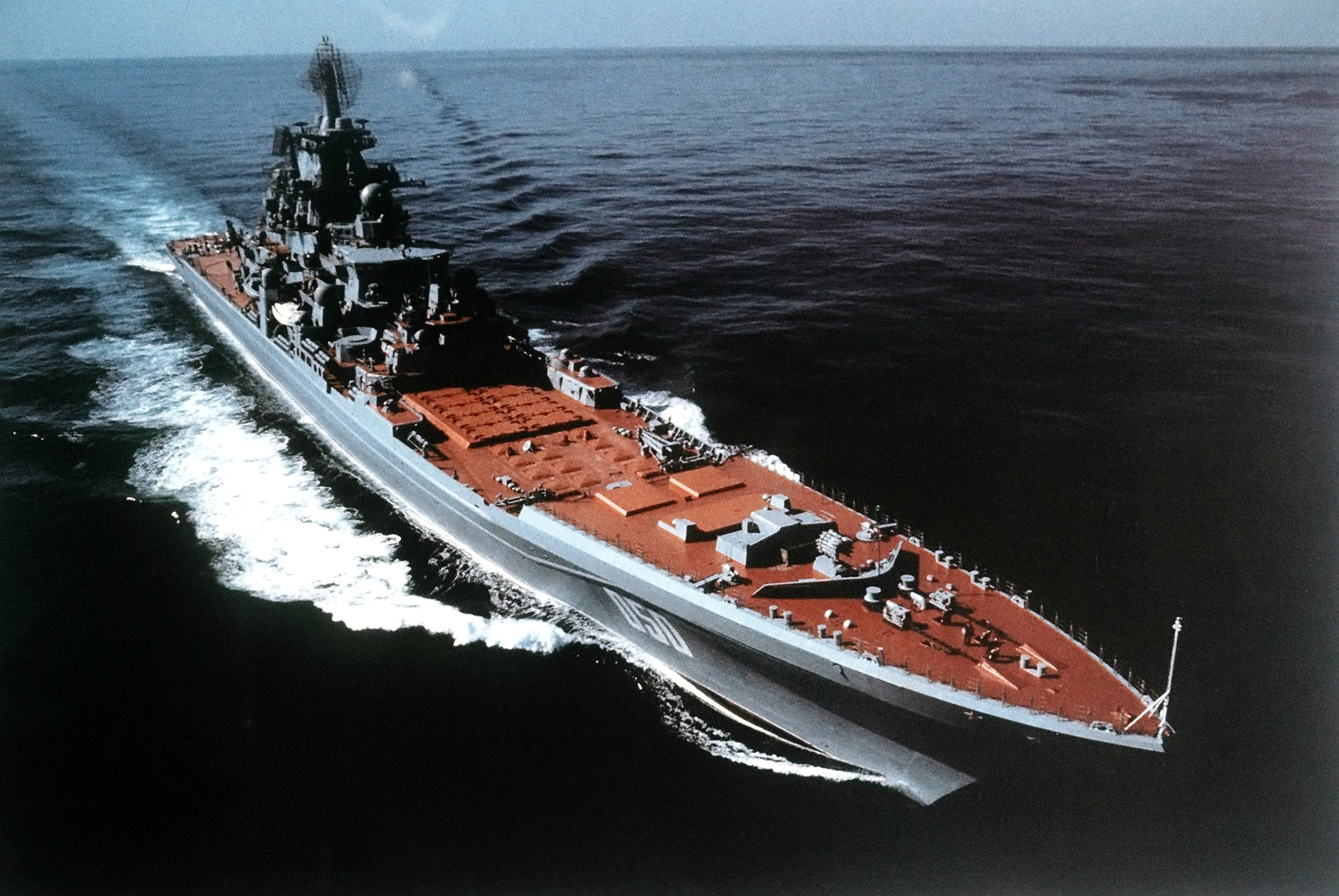
Kryssaren Frunze av Orlan-klass.

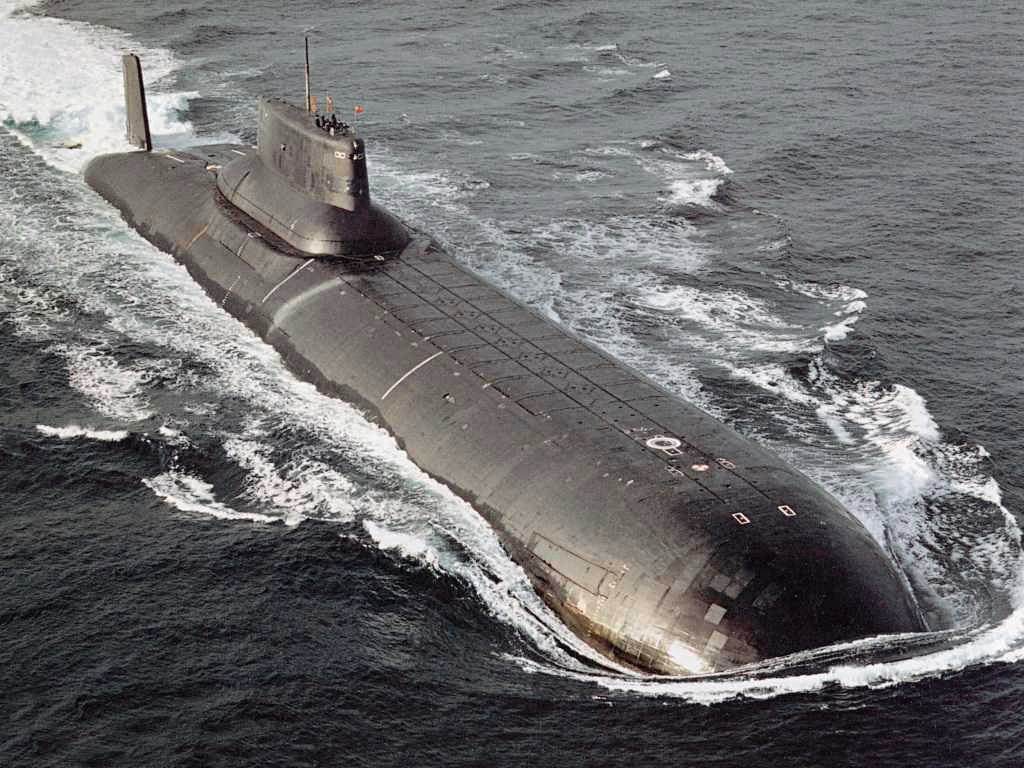
Atomubåt av Akula-klass.

Utöver dessa finns en stor mängd korvetter och robotbåtar i bruk hos samtliga flottor.

## Flaggor, fanor och befälstecken

Den ryska örlogsflaggan.
Den ryska örlogsgösen, tillika fästningsflagga.
Den ryska örlogsvimpeln.
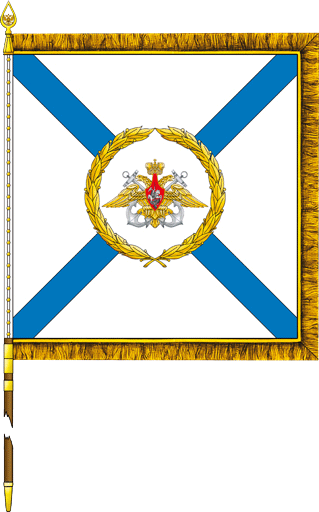
Ryska flottans fana.

Presidentens flagga.
Försvarsministerns flagga.
Chefen för generalstabens flagga.
Kommendören för marinens flagga.
Chefen för marinens huvudstabs flagga.
Kommendör för flotta.
Kommendör för eskader.
Kommendör för sjöstridsgrupp med amirals grad.
Kommendör för sjöstridsgrupp med kommendörs grad.
Tecken för divisionskommendör.
Äldste chefs tecken.